# Багян, Джеймс Филлипп
Джеймс Филипп Багян (Кундебагян), (арм. Ջեյմս Ֆիլիպ Բաղյան, англ. James Philipp Bagian; род. 22 февраля 1952) — американский астронавт, врач, инженер, спортсмен и лётчик армянского происхождения.

## Биография
Родился в 1952 году в Филадельфии в семье эмигрантов. В 1974—1978 годах участвовал в многочисленных авиационных соревнованиях, а с 1980 года был принят в группу астронавтов США. Родные Багяна родом из Западной Армении. Его отец, Филипп Багян, успел послужить Америке в годы Второй мировой войны; мать Роза по происхождению была немкой. Его дед, Назарет Кундебагян, в 1913-м году эмигрировал из Арабкира в Америку. Там он женился на его бабушке Сатеник, которая была из Малатии и эмигрировала в Америку раньше — в 1908-м году. Она приехала вместе с отцом-портным и была старшей из его дочерей. У неё был еще и брат. У его бабушки и дедушки было четверо детей. При эмиграции из Армении в Америку деда по отцу в иммиграционном бюро его фамилию Кундебагян сократили до «Багян».
С 13 по 18 марта 1989 году в качестве специалиста врачебно-биологических исследований совершил полёт на космическом корабле «Дискавери» в рамках программы «Спейс Шаттл» STS-29.
С 5 по 14 июня 1991 года участвовал в экспедиции STS-40 на космическом корабле «Колумбия».
Работает директором Центра медицинской инженерии и безопасности пациентов в Мичиганском университете.

## Награды
- медаль НАСА «За исключительные достижения».
- две медали НАСА «За космический полет».